# 非核兵器地帯
| 条約               | 地域                          | 面積(km²)  | 国  | 発効       |
| ------------------ | ----------------------------- | ---------- | --- | ---------- |
| 南極条約           | 南極                          | 14,000,000 | -   | 1961-06-23 |
| 宇宙条約           | 宇宙                          | -          | -   | 1967-10-10 |
| トラテロルコ条約   | ラテンアメリカ ・西インド諸島 | 21,069,501 | 33  | 1969-04-25 |
| 海底核兵器禁止条約 | 海底                          | -          | -   | 1972-05-18 |
| ラロトンガ条約     | 南太平洋                      | 9,008,458  | 13  | 1986-12-11 |
| バンコク条約       | 東南アジア                    | 4,465,501  | 10  | 1997-03-28 |
| モンゴル非核地帯   | モンゴル                      | 1,564,116  | 1   | 2000-02-28 |
| セメイ条約         | 中央アジア                    | 4,003,451  | 5   | 2009-03-21 |
| ペリンダバ条約     | アフリカ大陸                  | 30,221,532 | 53  | 2009-07-15 |
|                    | 計                            | 84,000,000 | 116 |            |

核兵器拡散状況
核保有国
NATOの核共有国
NPTのみ
非核兵器地帯

非核兵器地帯（ひかくへいきちたい、英語: nuclear-weapon-free zone、NWFZ）は、核兵器を条約により禁止した地域である。
単に非核地帯（ひかくちたい、英語: Nuclear Free Zone、NFZ）と呼ぶ場合も多いが、より正確には「非核地帯」とは核兵器だけでなく、平和的核爆発や原子力発電所なども禁止した地域である。

## 概要
非核兵器地帯の条約は、該当地域の各国による核兵器の使用（開発、核実験、保有、配備、実際の使用など）の禁止だけではなく、付随する議定書によって、核保有国が非核地帯への核兵器による攻撃や攻撃の威嚇を禁止する内容も含む。こちらは核保有国の条約参加（署名および批准）が必要であり、必ずしも全ての核保有国が参加しているわけではない。この意味では「消極的な安全の保証（NSAs）」（注：保障ではない）と表現される。
例えば、南太平洋地域の非核兵器化を定めたラロトンガ条約では、1996年になってイギリス・フランスが署名したが、直前の1995年にはフランスが南太平洋地域で核実験を行っている。また2009年11月現在でもアメリカはラロトンガ条約を批准していない。
また、東南アジア地域の非核兵器化を定めたバンコク条約では核保有国である五大国の署名が行われていない。ここから、非核兵器化を進めている地域の中でもその進行度の違い、また核保有国の中でも非核兵器化に積極的な国と消極的な国を、ある程度うかがい知ることができる。また、これらの条約には放射性廃棄物の排出禁止の規程が含まれることが多い。
各地帯をまたがった動きでは、2005年4月26日、メキシコで初の非核兵器地帯条約加盟国・署名国会議が開催され、中南米、アフリカ、東南アジア、南太平洋の4つの非核兵器地帯に属する90ヶ国以上が参加した。

## 国際法によって非核兵器化が規定されている地域
現在までに非核兵器化を進めている地域には、海底・宇宙の他に以下がある。詳細は各条約の項目を参照。なお文中の「五大国」とは、核拡散防止条約（NPT）により核兵器保有が国際的に認められている5カ国 （アメリカ、ロシア（旧ソ連）、イギリス、フランス、中国）である。

### 南極
- 南極条約[4]
  - 1959年12月1日調印、1961年6月23日発効。
  - 加盟国は当初12ヶ国。2004年9月時点で45か国が署名・批准。
  - 五大国も署名・批准。
  - 南極の軍事利用の禁止の他、南緯60度以南の地域におけるすべての核爆発及び放射性廃棄物の処分を禁止を定める。

### 中南米
- ラテンアメリカ及びカリブ核兵器禁止条約（トラテロルコ条約）[4]
  - 1967年2月14日調印、1968年4月22日発効。
  - 域内の加盟国は、批准の遅れていたキューバが2002年10月に批准し、中南米33ヶ国全ての国が署名・批准した[4]。
  - 五大国も署名・批准。

### 南太平洋
- 南太平洋非核地帯条約（ラロトンガ条約）[4]
  - 1985年8月6日調印、1986年12月に発効。ムルロア環礁で行われていたフランスの核実験を強く意識。
  - 域内の加盟国は、太平洋諸島フォーラム加盟の16の国と地域（自治領）のうち13が批准。域内の未加盟国はミクロネシア、マーシャル諸島、パラオ。
  - 五大国も署名。2011年時点ではフランス、中国、イギリス、ロシアが批准。アメリカは署名のみで批准していない[4]。

### 東南アジア
- 東南アジア非核兵器地帯条約（バンコク条約）[4]
  - 1995年12月15日調印、1997年3月発効。
  - 域内の加盟国は、フィリピンが2001年8月に批准し、東南アジア諸国連合（ASEAN）全10ヶ国が署名・批准した。
  - 2015年9月時点では、5大国は未署名[4]。

### アフリカ
- アフリカ非核兵器地帯条約（ペリンダバ条約）[4]
  - 1996年4月11日調印、2009年7月15日発効。
  - 南アフリカの核兵器廃棄作業が完了し、条約作業が進んだ。
  - 域内の加盟国は、条約の対象国は54カ国、条約発効条件は28か国であり、2009年7月15日に最後の加盟国であるブルンジが批准したことにより条約は即日発効した。
  - 5大国も署名。2009年3月時点ではフランス、中国、イギリスが批准。ロシア、アメリカは批准していない。

### 中央アジア
- 中央アジア非核兵器地帯条約（セメイ条約）[4]
  - 2006年9月8日調印、2009年3月に発効。
  - 域内の加盟国は、カザフスタン、ウズベキスタン、キルギス、タジキスタン、トルクメニスタンの5ヶ国。5ヶ国による核兵器の研究、開発、製造などを禁止。
  - 2014年5月6日、五大国が議定書に署名、五大国は核兵器の使用や威嚇をしない事を義務づけ[5]。

### モンゴル
- モンゴル非核兵器地位宣言[4]
  - 1992年、国連総会にてモンゴルのオチルバト大統領が一国非核兵器の地位を宣言。1998年9月に国連総会は宣言を歓迎する「非核地位に関する決議」を採択をした。
  - モンゴル単独による。
  - 五大国は2000年の国連総会で共同声明「モンゴルに協力する誓約の再確認」を発行。

## その他条約等によって非核兵器化を謳っている地域
国際法上の非核兵器地帯ではない。

### 旧東ドイツ
- ドイツ最終規定条約
  - 1990年9月12日署名。
  - ドイツ再統一後の旧東ドイツが非核兵器地帯となった。
  - 日本等は非核兵器地帯と認めていない。

### ウクライナ
- ウクライナ主権宣言
  - 1990年7月16日、核兵器を使用せず、生産せず、保有しないという非核三原則を堅持する国家となることを最高会議で採択。
  - 1996年6月1日、レオニード・クチマ大統領が旧ソ連時代配備の核弾頭完全撤去（ロシアへ移送）を発表。ウクライナが非核兵器地帯となった。
  - 日本等は非核兵器地帯と認めていない。

## 非核兵器化の提案があった地域

### 東アジア
- 朝鮮半島の非核化に関する共同宣言

1991年12月、大韓民国と朝鮮民主主義人民共和国が署名。1992年2月、批准書交換。
朝鮮半島における核兵器の実験、生産、保有、配備、使用の禁止。原子力の平和利用は認めるが、ウラン濃縮とプルトニウム再処理の禁止と相互査察の実施を含むという内容であった。
ただし、査察は実行されたことが無いうえ、北朝鮮の核拡散防止条約からの脱退及び核兵器開発の進展により、効力は失った。

### 南アジア
- 非核兵器地帯の提案

1974年12月、国連総会でパキスタンが提案したが、具体化していない。

### 中東
- 中東非核兵器地帯の提案

1974年、国連総会でイランとエジプトが提案し、決議が採択されたが、具体化していない 。

### 東欧
冷戦終了後、NATOの東方拡大までの間、非核兵器地帯化が模索された。